# Вибий Секвестр
Вибий Секвестр (лат. Vibius Sequester; IV или начало V века) — древнеримский учёный времён поздней Римской империи.

## Жизнь и творчество
Происходил из рода Вибиев. О родителях и дате рождения нет сведений. Достоверно известно лишь об одном сочинении Вибия Секвестра — «De fluminibus, fontibus, lacubus, nemoribus, paludibus, montibus, gentibus, quorum apud poetas mentio fit». Труд представляет географический лексикон, в котором в алфавитном порядке перечислены и объяснены названия рек, гор, источников, озер, рощ, болот и племен, которые встречаются у Вергилия, Овидия, Лукана и Силия Италика.